# Cristina D'Avena e i tuoi amici in TV 8
Cristina D'Avena e i tuoi amici in TV 8 è una raccolta della cantante Cristina D'Avena pubblicata nel 1995.

## Descrizione
L'album contiene alcune sigle dei cartoni animati andati in onda sulle reti Mediaset nel periodo intorno alla pubblicazione; dei 14 brani presenti nella raccolta 8 sono del tutto inediti. Gli altri brani erano già editi su precedenti raccolte (le versioni originali si trovano in: Occhi di gatto in Fivelandia 3, Mila e Shiro due cuori nella pallavolo in Fivelandia 4, D'Artagnan e i moschettieri del re e Siamo fatti così in Cristina D'Avena e i tuoi amici in tv 3, Dolce Candy in Fivelandia 7, Una spada per Lady Oscar in Cristina D'avena e i tuoi amici in tv 6). Il brano Le fiabe più belle, sigla del cartone omonimo, era già apparsa nella raccolta omonima pubblicata anch'essa nel corso del 1997.
L'album fu pubblicato su musicassetta e CD.

## Tracce
1. Grandi uomini per grandi idee (Alessandra Valeri Manera/Carmelo Carucci) 3:49
2. Superhuman Samurai (A. Valeri Manera/Vince Tempera) 3:34
3. Una spada per Lady Oscar (A. Valeri Manera/C. Carucci) 3:29
4. Sailor Moon (A. Valeri Manera/C. Carucci) 3:14
5. Mila e Shiro due cuori nella pallavolo (A. Valeri Manera/C. Carucci) 2:55
6. Dolce Candy (A. Valeri Manera/C. Carucci) 2:41
7. Occhi di gatto (A. Valeri Manera/C. Carucci) 3:20
8. Le fiabe più belle (A. Valeri Manera/Silvio Amato) 3:40
9. D'Artagnan e i moschettieri del re (A. Valeri Manera/C. Carucci) 3:19
10. Siamo fatti così - Esplorando il corpo umano (A. Valeri Manera/Massimiliano Pani) 2:49
11. I viaggi di Gulliver (A. Valeri Manera/S. Amato) 2:23
12. Ryo, un ragazzo contro un impero (A. Valeri Manera/Valeriano Chiaravalle) 2:54
13. Zorro (A. Valeri Manera/C. Carucci) 3:21
14. Junior, pianta mordicchiosa (A. Valeri Manera/Enrico Francesco Santulli) 3:05

## Interpreti e cori
- Cristina D'Avena (n. 1-3-4-5-6-7-8-9-10-11-13-14)
- Marco Destro (n. 2-12)
- I Piccoli Cantori di Milano diretti da Laura Marcora, Marco Gallo, Moreno Ferrara.